# Neue Klimaschutzmechanismen unter der Klimarahmenkonvention (UNFCCC)
Als neue Klimaschutzmechanismen werden die im Vorfeld der Klimaverhandlungen von Paris diskutierten Instrumente New Market Mechanism (NMM), Framework for Various Approaches (FVA) und Non-Market Based Approaches (NMA) bezeichnet. Diese Diskussionen mündeten im Jahr 2015 schließlich in der Einrichtung der Kooperationsmechanismen nach Artikel 6 als Teil des Übereinkommens von Paris.

## Der CDM als Grundlage der Entstehung neuer Mechanismen
Die Verhandlungen zur Etablierung neuer Mechanismen sind vor dem Hintergrund der Erfahrungen mit den derzeit bereits bestehenden Klimaschutzmechanismen zu sehen, allen voran dem Clean Development Mechanism (CDM). Der CDM wurde als Ausgleichsmechanismus konzipiert, indem er Industriestaaten die Möglichkeit bietet, einen Teil ihrer im Kyoto-Protokoll festgesetzten Klimaschutzverpflichtungen im Ausland zu erzielen. Mithilfe des CDM können Industriestaaten Zertifikate (Certified Emission Reductions – CERs) aus Klimaschutzprojekten in Entwicklungsländern nutzen und auf ihr Klimaziel anrechnen lassen. Der CDM führt somit nicht zu weiteren Emissionsminderungen über die im Kyoto-Protokoll festgesetzten Ziele hinaus, sondern ermöglicht lediglich mehr Flexibilität bei der Umsetzung dieser Klimaschutzziele. Diese grundlegende Funktionsweise sowie verschiedene Schwachstellen des CDM sind stark kritisiert worden.
Bei zahlreichen Vertragsstaaten sind die neuen Klimaschutzmechanismen daher mit der Erwartung verknüpft, zentrale Schwachstellen des CDM durch die Etablierung neuer Mechanismen überwinden zu können. Obwohl die neuen Klimaschutzmechanismen unter Artikel 6 des Übereinkommens von Paris verankert wurden, bestehen unter den Vertragsstaaten teils sehr unterschiedliche Positionen hinsichtlich der Ausgestaltung der Mechanismen sowie der damit verbundenen politischen Implikationen.

## Mandat
Die Etablierung neuer Klimaschutzmechanismen geht ursprünglich zurück auf den bei den Klimaverhandlungen in Bali 2007 vereinbarten Bali Action Plan (BAP). Der Fahrplan von Bali (Bali Roadmap) war der Startschuss zu Verhandlungen über ein neues, umfassendes Klima-Abkommen. Die BAP-Säule zur Stärkung nationaler und internationaler Anstrengung beim Klimaschutz enthält den Bereich Various Approaches, unter dem die Diskussionen über neue Klimaschutzmechanismen begannen.

## Ziele
Der entsprechende Absatz zu Various Approaches des BAP lautet: Möglichkeiten zur Nutzung der Märkte zur Verbesserung der Kosteneffizienz und zur Förderung von Minderungsmaßnahmen unter Berücksichtigung der unterschiedlichen Gegebenheiten der entwickelten Länder und der Entwicklungsländer. Damit sind die beiden zentralen Ziele, die mit der Etablierung neuer Klimaschutzmechanismen erreicht werden sollen, bereits benannt: Die Verbesserung der Kosteneffizienz (1) und die Förderung (2) von Klimaschutzmaßnahmen.

## Die Ausdifferenzierung in NMM, FVA und NMA und die Vorstrukturierung von Artikel 6
Die Positionen der Vertragsstaaten zu neuen Klimaschutzmechanismen unterschieden sich vor allem hinsichtlich der Rolle, die der Klimarahmenkonvention (UNFCCC) in diesem Zusammenhang zuteilwerden soll. Während die Europäische Union (EU) und andere einen zentralisierten Mechanismus befürworteten, in dem die UNFCCC eine Genehmigungsfunktion hätte, favorisierten Japan, die USA und andere Industriestaaten eine offenere dezentrale Struktur, die eine Einbettung nationaler Systeme – wie Japans Joint Crediting Mechanism (JCM) – ermöglichen soll und der UNFCCC eine lediglich koordinierende Funktion zuschreibt. Im Laufe der Verhandlungen haben sich hierdurch zwei unterschiedliche Diskussionsstränge herausgebildet: Die Frage der Etablierung eines globalen New Market Mechanism (NMM) und die Ausgestaltung eines Framework for Various Approaches (FVA).
Einen weiteren Diskussionsstrang stellen die Verhandlungen zu nicht-marktbasierten Mechanismen dar. Das BAP-Mandat erwähnt zwar explizit die Nutzung von Märkten, schließt nicht-marktbasierte Ansätze jedoch nicht aus. Vor diesem Hintergrund haben einige lateinamerikanischen Staaten, die sich grundsätzlich gegen die Einrichtung marktbasierter Mechanismen richten, die Idee der Non Market-Based Approaches (NMA) in die Verhandlungen eingebracht.
Die durch diese Debatten entstandene Struktur spiegelt sich nun auch in Artikel 6 Übereinkommens von Paris wider. Während die Diskussionen über den NMM zur Einrichtung des Klimaschutz- und Nachhaltigkeitsmechanismus unter Art. 6.4 geführt haben, mündete die FVA-Idee in der Etablierung der „Cooperative Approaches“ unter Artikel 6.2. Die Idee eines nicht-marktbasierten Kooperationsansatzes findet sich hingegen in Artikel 6.8 des Paris Agreement wieder.

### NMM
Ein bedeutender Meilenstein in den Verhandlungen zu einem neuen Marktmechanismus konnte 2011 auf der Klimakonferenz in Durban gelegt werden. Hier verständigten sich die Vertragsstaaten der UNFCCC grundsätzlich auf die Einrichtung eines NMM, der unter der Leitung und Befugnis der Conference of the Parties to the UNFCCC (COP) operieren und Industriestaaten dabei unterstützen soll, einen Teil ihrer Klimaschutzverpflichtungen bzw. -Ziele umzusetzen. Die Verhandlungen mündeten schließlich in der Einrichtung des Klimaschutz- und Nachhaltigkeitsmechanismus unter Art. 6.4, wodurch zentrale Eigenschaften des Mechanismus festgelegt wurden. Die genaue Ausgestaltung des Mechanismus hingegen wird erst mit Verabschiedung des Regelwerks in Paris abgeschlossen werden.

### FVA
Die Vertragsstaaten der Klimarahmenkonvention verständigten sich in 2011 bei den Klimaverhandlungen von Durban auf ein Arbeitsprogramm zur Frage der Einrichtung des Framework for Various Approaches. In den Verhandlungen bestanden lange Zeit fundamental unterschiedliche Positionen unter den Vertragsstaaten, unter anderem zum eigentlichen Zweck des FVA sowie zu den Ansätzen, die in das Rahmenwerk aufgenommen werden können sollen. Während einige Vertragsparteien, darunter die EU, Kanada und Neuseeland der Ansicht war, dass das FVA auf die Verknüpfung nationaler Märkte beschränkt sein sollte, plädierten andere wie Japan, für ein breit angelegtes Rahmenwerk, das neben dem NMM auch nationale crediting-Ansätze und international verknüpfte Emissionshandelssysteme umfasst. Darüber hinaus wurde auch eine Ausgestaltungsvariante des FVA diskutiert, die die Aufnahme von nicht-marktbasierten Ansätzen beinhalten sollte.
Mit Verabschiedung der „Cooperative Approaches“ unter Artikel 6.2 des Paris Agreement einigten sich die Vertragsstaaten schließlich auf eine Grundstruktur fest, die im Prinzip verschiedenste Ansätze möglich macht. Die genaue Struktur wird jedoch auch hier erst durch Verabschiedung des Regelwerks von Paris festgelegt.

### Non Market-Based Approaches
Nicht-marktbasierte Ansätze wurden als Alternative zu marktbasierten Mechanismen in die Verhandlungen zu Various Approaches eingebracht. Insbesondere Bolivien lehnt die Etablierung neuer marktbasierter Mechanismen entschieden ab und entwickelte hieraus Alternativvorschläge, darunter den Mechanism for Climate Resilience and Sustainable Development (CRD). Der CRD soll die verschiedenen Unterstützungsmöglichkeiten unter der Klimarahmenkonvention (Finanzierung, Technologie, Kapazitätsaufbau) zusammenbringen und dabei die Umsetzung der Ziele Nachhaltige Entwicklung, Anpassung an den Klimawandel und Klimaschutz in Entwicklungsländern ermöglichen.
Mit Verabschiedung des Paris Agreement ist auch diese Form der Zusammenarbeit zum Bestandteil des die zukünftigen Klimaregimes ab 2020 geworden. Die Funktionsweise dieses Ansatzes muss in durch die Ausarbeitung eines „Rahmenwerks für nichtmarktbasierte Ansätze“ jedoch noch festgelegt werden.

## Ausblick
Nachdem die Verhandlungen zu NMM, FVA und NMA äußerst schleppend verliefen, gelang mit der Verabschiedung von Artikel 6 in Paris 2015 die Einbindung dieser Mechanismen in das neue Klimaregime. Ausgestaltung und Funktionsweise dieser Mechanismen sollen bis Ende 2018 festgelegt werden, damit diese ab 2020 zur Anwendung kommen können.